# وكالة أنباء دوغان
وكالة أنباء دوغان (DHA; باللغة التركية: Doğan Haber Ajansı) هي وكالة أنباء تركية تأسست في عام 1999. وهي مملوكة من قبل مجموعة دوغان ميديا. وتقدم الأخبار باللغة الإنجليزية والألمانية والصينية وبالإضافة إلى اللغة التركية. في عام 2011 امتلكت الوكالة 41 مكتبا في تركيا و26 في الخارج. وعرف عن وكالة دوغان التغطية الصحفية المنتقدة للرئيس التركي رجب طيب أردوغان.